# Гораціо Віллс
Гораціо Спенсер Гові Віллс (5 жовтня 1811 – 17 жовтня 1861) — австралійський пастораліст і політик. Народився у Сіднеї. Його син, Том Віллс є автором правил австралійського футболу.
Віллс був одним із перших поселенців у місті Арарат, що у західній Вікторії.
У 1852 році Віллс переїхав до міста Джелонг, де був обраний до Законодавчих зборів штату у 1855 році.
Віллса було вбито 17 жовтня 1861 року у Рокгемптоні, Квінсленд.